# Mitsuteru Yokoyama
Mitsuteru Yokoyama (jap. 横山 光輝, Yokoyama Mitsuteru; * 18. Juni 1934 in Kōbe, Präfektur Hyōgo, Japan; † 15. April 2004 in Tokio, Japan) war ein japanischer Manga-Zeichner. In seiner über vierzig Jahre andauernden Karriere kreierte er zahlreiche bekannte Mangas; so erschuf er mit seinem äußerst populären Tetsujin 28-gō einen der ersten Vertreter des Giant-Robo-Genres.

## Biografie
Obwohl Yokoyama bereits seit 1950 Manga zeichnete, veröffentlichte er sein erstes Werk als professioneller Zeichner erst 1954 mit Otonashi no Ken. Zwei Jahre später gelang ihm mit der Serie Tetsujin 28-gō der Durchbruch, an der er noch bis 1966 für das Magazin Shōnen arbeitete. In diesem etwa 2.100 Seiten umfassendem Manga geht es um einen jugendlichen Detektiv, der mit Hilfe eines ferngesteuerten Riesenroboters das Böse bekämpft. Tetsujin 28-gō wurde als 83-teilige Anime-Fernsehserie umgesetzt und konnte sich an Popularität sogar mit Osamu Tezukas Astro Boy messen. Später folgten weitere Science-Fiction-Werke wie etwa Giant Robo (1967) und Babel II (1971–1973).
Während Tetsujin 28-gō und seine anderen Science-Fiction-Mangas vor allem für Jungen konzipiert waren, schuf er für Mädchen fantasiereiche Shōjo-Comicserien wie Otenba Tenshi (1959–1962) und Mahōtsukai Sally (1966–1967). Mahōtsukai Sally, das von der US-amerikanischen Fernsehserie Verliebt in eine Hexe inspiriert und gleich wie Otenba Tenshi im Manga-Magazin Ribon veröffentlicht wurde, handelt von der Prinzessin einer Zauberwelt, die aus Langeweile auf die Erde geht, dort aber nicht ihre Zauberkräfte verheimlichen muss. Die Zeichentrickverfilmung des 340-seitigen Mangas war der erste Magical-Girl-Anime.
Neben seinen Science-Fiction-Geschichten haben vor allem auch seine Umsetzungen von japanischer und chinesischer Geschichte Erfolg gehabt, die er vorwiegend im Magazin Kibō no Tomo (später in Comic Tom umbenannt) veröffentlichte und auf die er sich ab den 1980er Jahren fast ausschließlich konzentrierte. Sein mit einem Umfang von circa 12.000 Seiten in 60 Sammelbänden längstes Werk ist ebenfalls ein Historien-Manga – Sangokushi. Diese Nacherzählung der Geschichte der Drei Reiche, an der er fünfzehn Jahre lang arbeitete (1971–1986), wurde 1991 mit dem Preis der Vereinigung japanischer Comiczeichner ausgezeichnet und im selben Jahr als Anime-Serie umgesetzt.
Infolge eines Brandes in seinem Haus in Tokio starb Yokoyama am 15. April 2004 im Alter von 69 Jahren in einem nahegelegenen Krankenhaus. Posthum erhielt er 2004 für sein Lebenswerk einen zweiten Preis der Vereinigung japanischer Comiczeichner.

## Werke (Auswahl)
- Otonashi no Ken (音無しの剣), 1954
- Tetsujin 28-gō (鉄人28号), 1956–1966
- Otenba Tenshi (おてんば天使), 1959–1962
- Gorō no Bōken (五郎の冒険), 1959–1962
- Shōnen Rocket Butai (少年ロケット部隊), 1960–1963
- Iga no Kagemura (伊賀の影丸), 1961–1966
- Mahō Tsukai Sally (魔法使いサリー, ~ Sarī), 1966–1967
- Kamen no Ninja Akakage (仮面の忍者赤影), 1966
- Suikōden (水滸伝), 1967–1971
- Giant Robo (ジャイアントロボ, Jaianto Robo), 1967
- Babel II (バビル2世, Baberu 2-sei), 1971–1973
- Sangokushi (三国志), 1971–1986
- Abare Tendō (あばれ天童), 1974
- Ōkami no Seiza (狼の星座), 1975
- Toki no Gyōja (時の行者), 1976–1979
- Tokugawa Ieyasu (徳川家康), 1982–1984
- Kōu to Ryūhō (項羽と劉邦), 1987–1992
- Takeda Shingen (武田信玄), 1987
- Takeda Katsuyori (武田勝頼), 1988
- Toyotomi Hideyoshi (豊臣秀吉), 1989
- Ghengis Khan (チンギスハーン, Chingisu Hān), 1991
- Shiki (史記), 1992–1997
- Inshū Densetsu (殷周伝説), 1994–2001